# Cerococcus cistarum
Cerococcus cistarum är en insektsart som beskrevs av Alfred Serge Balachowsky 1927. Cerococcus cistarum ingår i släktet Cerococcus och familjen Cerococcidae. Inga underarter finns listade i Catalogue of Life.